# Gli sparvieri dello stretto
Gli sparvieri dello stretto (Sea Devils) è un film del 1953 diretto da Raoul Walsh. È una delle versioni cinematografiche del romanzo I lavoratori del mare (1886) di Victor Hugo.

## Trama
All'isola di Guernsey nel canale della Manica, ai tempi delle guerre napoleoniche, vive il pescatore Gilliatt che lavora anche come contrabbandiere. Con la sua barca, trasporta un giorno Droucette, una bella contessa che vuole andare in Francia per cercare di salvare il fratello dalla ghigliottina. Gilliatt si innamora di lei per scoprire che Droucette non è altri che una spia che sta lavorando per Napoleone ai suoi piani di invasione dell'Inghilterra. Ma neanche questo è vero: in effetti, la contessa è un'agente segreto britannico infiltrato che viene scoperta dai francesi. Gilliatt corre in suo soccorso.

## Produzione
Il film fu prodotto dalla Coronado Productions. Venne girato nel Canale della Manica, in Francia a Concarneau (Finistère), nel Regno Unito, in Inghilterra, nel Surrey nei Nettlefold Studios di Walton-on-Thames.

## Distribuzione
Fu distribuito dalla RKO Radio Pictures

## Adattamenti cinematografici del romanzo di Hugo
- Toilers of the Sea  film del 1914, prodotto dalla Victor Film Company
- The Toilers of the Sea film del 1915 con Dorothy Davenport
- Toilers of the Sea film del 1923 diretto da Lucius Henderson
- Toilers of the Sea film del (1936) diretto da Selwyn Jepson
- Gli sparvieri dello stretto (Sea Devils) film del 1953 diretto da Raoul Walsh